# Mount Stalker
Mount Stalker ist ein 1618 m hoher Berg im ostantarktischen Mac-Robertson-Land. Im nördlichen Teil der Athos Range in den Prince Charles Mountains ragt er 8 km nordwestlich des Farley-Massivs auf.
Luftaufnahmen, die bei den Australian National Antarctic Research Expeditions entstanden, dienten der Kartierung. Namensgeber ist John Francis Stalker (1933–1994), Wetterbeobachter auf der Mawson-Station im Jahr 1964.